# Distretto di Osmanabad
Il distretto di Osmanabad è un distretto del Maharashtra, in India, di 1 472 256 abitanti. È situato nella divisione di Aurangabad e il suo capoluogo è Osmanabad.